# Cerithium vulgatum
Cerithium vulgatum (gewone spitshoren) is een zeeslakkensoort die behoort tot de familie Cerithiidae. Cerithium vulgatum komt voor in de Middellandse Zee en de Atlantische Oceaan. De dieren leven op steen- en kiezelbodems in het ondiep sublitoraal, op zachte substraten.

## Kenmerken
De schelp van Cerithium vulgatum is een stevige, spitse horen met een groot aantal windingen en een iets verwijde mond met een kort siphokanaal.  De schelp is tot 66 à 70 millimeter hoog en 25 millimeter breed, is groter dan die van Cerithium rupestre en heeft een sterker geprononceerde sculptuur. De kleur is kastanjebruin.  Het operculum is dun en hoornachtig.

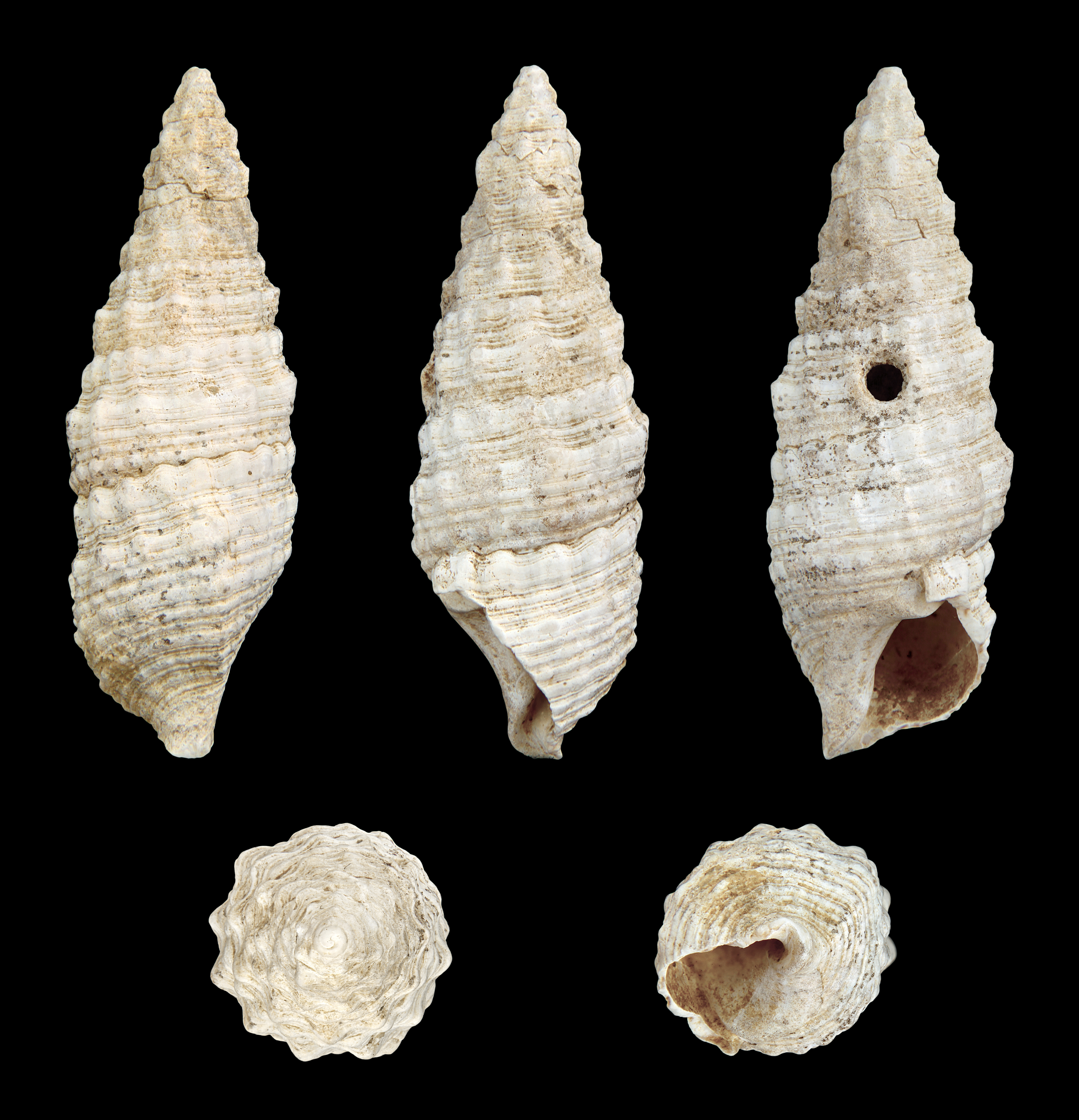
Cerithium vulgatum fossil
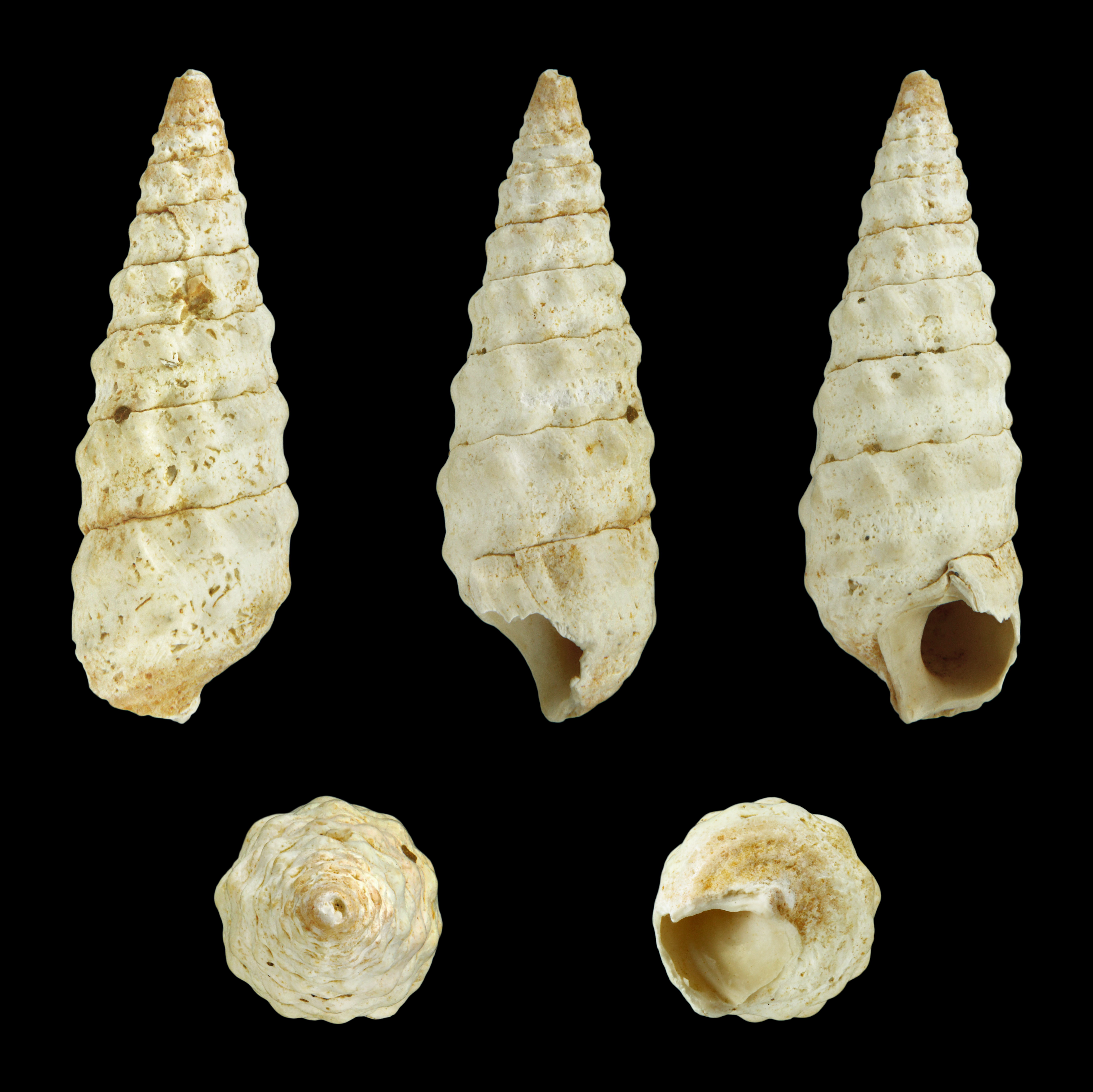
Cerithium vulgatum ssp. europaeum

Cerithium vulgatum wordt soms gegeten (Cérithe goumier in het Frans).